# تپه اطراف شهر سوخته ۳۱۳
تپه اطراف شهر سوخته شماره ۳۱۳ در شهرستان زابل، بخش شیب آب، دهستان لوتک، روستای حومه شهر سوخته، ۲۱/۳۰ کیلومتری جنوب غربی پایگاه باستان‌شناسی شهر سوخته واقع شده و این اثر در تاریخ ۲۳ بهمن ۱۳۸۵ با شمارهٔ ثبت ۱۷۲۸۴ به‌عنوان یکی از آثار ملی ایران به ثبت رسیده است.